# Лаврентије Бранкован
Лаврентије Бранкован (могуће: Лаврентије Константин Бранкован) био је српски сликар и графичар из Великог Семиклуша који је живео и стварао у 19. веку.

## Биографија
Лаврентије Бранкован је три године похађао Академију лепих уметности у Милану, занимајући се углавном за графику. Да би избегао служење војске у Аустрији, прелази 1840. у Београд, где је провео наредних седам година. У Каленићу је израдио портрете Владике Јоаникија Нешковића (1844). Портрет Настаса Георгијевића потписао је 1848. као "Константин Бранкован". Овај портрет чува се у Народном музеју у Крагујевцу.
Поред сликања портрета бавио се и "разном историческом радњом" за коју Миодраг Коларић мисли да се састојала од многобројних историјских композиција које су украшавале старе београдске домове. Ове слике носе називе:
- Југ Богдан и девет Југовића
- Косовска вечера
- Цар Лазар и Царица Милица

1847. Лаврентије Бранкован одлази у Крагујевац и последња вест о њему односи се на његову молбу од децембра 1849. којом се нуди за учитеља цртања на новооснованом београдском Послено-трговачком училишту.